# Thập niên 530
Thập niên 530 hay thập kỷ 530 chỉ đến những năm từ 530 đến 539.